# 設楽町津具民俗資料館
設楽町津具民俗資料館（したらちょうつぐみんぞくしりょうかん）は、愛知県北設楽郡設楽町津具にある郷土資料館。

## 歴史
1890年（明治23年）に北設楽郡津具村に生まれた夏目一平（なつめかずひら）は、愛知県第二中学校（現在の愛知県立岡崎高等学校）及び愛知第一師範学校（現在の愛知教育大学教育学部）を卒業し、北設楽郡の小学校で教員を務めた。郷土史家として民俗資料の収集や保存にあたり、1922年（大正11年）に津具郷土資料保存会を設立した。柳田國男、早川孝太郎、折口信夫、渋沢敬三などの民俗学者とも交流し、下津具村長や下津具村教育長なども務めた。1966年（昭和41年）には勲五等瑞宝章を受章し、後に津具村名誉村民にも推挙されている。
1958年（昭和33年）、夏目は自宅の養蚕室を改修して収蔵庫とし、津具郷土館と名付けて一般公開を行った。1964年（昭和39年）5月29日には「津具の山樵用具及び加工品」130点が国の重要有形民俗文化財に指定された。1966年（昭和41年）12月、夏目は民具1262点と篤志金を津具村に寄贈した。
夏目から津具郷土館の収蔵品の寄贈を受けたことで、津具村は明治百周年記念事業として資料館の建設を構想し、1968年（昭和43年）3月31日に津具村立民俗資料館（つぐそんりつみんぞくしりょうかん）が開館した。
2005年（平成17年）10月1日には津具村が設楽町と合併して新たに設楽町が発足し、津具村立民俗資料館は設楽町津具民俗資料館（したらちょうつぐみんぞくしりょうかん）に改称した。

## 収蔵品
江戸時代・明治時代・大正時代・昭和時代の各時代にわたる様々な民具類を収蔵している。津具金山で金鉱石や鉱石をすりつぶした金摺石なども保存されている。

## 利用案内
- 開館時間
  - 午前9時～午後4時

- 休館日
  - 土曜・日曜・祝日、12月29日～1月3日

- 入館料
  - 小中学生は110円、大人は320円

- 交通アクセス
  - JR飯田線本長篠駅からおでかけ北設で「田口」経由「見出」下車